# David Barry
David Barry, de nom complet David Oge Barry, appelé aussi Lording Barry, ainsi que de façon erronée Lodowick Barry (né en 1580 et mort en 1629) est un dramaturge de langue anglaise d'origine irlandaise. On ne connaît de lui qu'une seule pièce, Ram Alley, et, comme il est mort jeune, il est possible qu'il n'ait écrit que celle-là.

## Biographie

### Généalogie
Selon Quincy Adams et W. J. Lawrence, Barry était prénommé David, et il était le fils aîné de David de Barry (5e vicomte Buttevant) (en) (né vers 1550 – mort le 10 avril 1617), pair d'Irlande. David, né dans les années 1580, a été marié très jeune avec Elizabeth Power, fille du comte de Tyrone sur l'ordre de la reine Élisabeth, a eu un enfant prénommé également David (né le 10 décembre 1604 – mort le 29 septembre 1642), puis est mort prématurément avant son père, le 5e vicomte Buttevant. Il n'a donc pas reçu le titre de vicomte, qui est passé directement du grand-père au petit-fils. Ce dernier devint donc le 6e vicomte Buttevant, puis en 1627 David Barry (1er comte de Barrymore) (en). David, le dramaturge, n'a jamais été vicomte, mais étant le fils aîné, héritier de ce titre, il a été appelé couramment Lording, qui est un titre de courtoisie (Lord), et non un prénom, comme l'a pensé Adams. Ce titre lui est donné même sur des contrats commerciaux et des actes judiciaires le concernant,, ce qui a pu faire croire à un prénom.

### Jeunesse
Lors des troubles que connaît l'Irlande pendant la Guerre de Neuf Ans, le vicomte de Buttevant décide de mettre à l'abri ses deux fils, l'aîné David Oge (né en 1587) et le cadet James (né en 1591). Il les envoie tout d'abord à Cork en février 1600. Lorsque les tensions retombent en Irlande, le plus jeune rejoint la demeure paternelle, tandis que l'aîné est envoyé à Londres, et placé aux bons soins de Robert Cecil.

### Intérêts dans le théâtre
Le poète Michael Drayton et un marchand londonien, Thomas Woodford, avaient mis sur pied une troupe, The Children of His Majesty's Revels, et louaient comme salle de spectacle les « Whitefriars » de Fleet Street pour un loyer de 50 livres par an. En février 1608, Woodford se retire de l'entreprise et vend sa moitié à Lording David Barry. Le capital est finalement divisé entre plusieurs actionnaires, qui sont : Michael Drayton, Lording Barry, George Androwes, un soyeux de Londres, et Martin Slaiter, un acteur dramaturge, (une part chacun), et William Trevell, William Cooke, Edward Sibthorpe et John Mason, un autre dramaturge (une demi-part).
Dans le répertoire de cette compagnie, figurent, à côté de Family of Love de Middleton, de The Two Maids of More-clacke de Robert Armin, des pièces écrites par certains actionnaires, comme Ram Alley de Lording Barry ou The Turk de Mason. Mais la compagnie joue de malchance. Tout d'abord, à la suite du spectacle de Byron joué par la troupe des Blackfriars, Jacques Ier, furieux, ordonne la fermeture de tous les théâtres en avril 1608. Puis la peste sévit très fortement à partir de juillet, perturbant sérieusement les représentations pendant plus d'une année. Sauf quelques périodes exceptionnelles, les théâtres sont fermés du 28 juillet 1608 au 29 novembre 1609. Les profits espérés par les actionnaires ne sont donc pas au rendez-vous, ce qui provoque leur mécontentement. L'un d'entre eux, Androwes, attaque en justice Slaiter, car il estime avoir été trompé. La troupe en faillite se disperse et disparaît, tandis que celle des Blackfriars s'installe dans leur théâtre.
Le nom de Lording Barry ne réapparaît plus à partir de cette période, et on suppose qu'il meurt en 1609 ou 1610, peut-être de la peste.

## Œuvres
Barry est connu comme l'auteur d'une unique comédie en cinq actes et en vers blancs, Ram Alley ; or Merry Trickes (entrée au Stationer's Registers le 9 novembre 1610), publiée en 1611, puis en 1636 et en 1639. Elle a été incluse dans la seconde édition et les suivantes de Old Plays de Robert Dodsley. La page de titre indique qu'elle a été jouée plusieurs fois avant 1611 par la troupe Children of the King's Revels. Lawrence estime que c'est « une pièce que Middleton n'aurait pas démérité d'écrire ». Le Dictionary of National Biography signale qu'elle a longtemps été attribuée à Massinger.
Sur la page de titre de cette pièce, le nom de l'auteur est orthographié : « by Lo : Barrey », ce qui a donné lieu à plusieurs identifications erronées de l'auteur. Gerard Langbaine, dans son An Account of the Dramatick Poets, a interprété le « Lo » comme l'abréviation de Lodowick, et l'a répertorié sous ce nom, Lodowick Barrey, dans son livre. Les historiens du théâtre qui l'ont suivi ont reproduit fidèlement cette erreur, comme le Dictionary of National Biography et le Biographia Dramatica, la pérennisant pendant des siècles. Anthony Wood, dans son Athenæ Oxoniensis, révèle que cet auteur est irlandais et qu'il est de bonne famille, puisqu'on le nomme « Lord Barry », mais il ne recherche pas davantage ses origines.
Lawrence pense que la pièce de Barry est une des premières à être jouées par la compagnie qu'il a constituée au Blackfriars, sans doute dès mai 1608. Lawrence prend comme argument le prologue de cette pièce, montrant la jeunesse et le manque d'expérience des acteurs, ainsi que leur désir de bien faire :
Et pour nous-mêmes, ce que nous désirons,
C'est que vous soufflez sur nous pour faire grandir le feu,
Afin qu'avec le temps nous obtenions
Les faveurs que certains autres connaissent.
Barry y promet aussi d'autres pièces, « si nouvelles et si innocentes que même les Puritains pourront les regarder ». Mais devant l'absence de nouveaux ouvrages, Lawrence conclut que Barry meurt un an ou deux plus tard.
La seule représentation de cette pièce dont il reste une trace écrite a eu lieu au théâtre de Drury Lane entre 1719 et 1723, probablement plus près de cette dernière date. Le manuscrit de la distribution donne le nom des principaux acteurs : Robert Wilks, Theophilus Cibber, William Pinkethman, John Mills, mesdames Hester Santlow et Seal.